# Ђука Динић
Ђурђелина Ђука Динић (Доње Коњувце, код Лесковца, 9. новембар 1914 — Јајинци, код Београда, 25. мај 1943) била је текстилна радница, учесница Народноослободилачке борбе и народни херој Југославије.

## Биографија
Рођена је 9. новембра 1914. године у селу Доњем Коњувцу, код Лесковца.
Њен отац Николај Динић, социјалистички оријентисан, био је посланички кандидат 1912. и 1914, а налазио се на листи и као комунистички кандидат 1920. године. Био је учесник Народноослободилачке борбе и први председник Окружног одбора за округ лесковачки.
Као и многим другим девојкама тог времена и њој је било ускраћено основношколско образовање, како због материјалне ситуације, тако и због традиционалних патријархалних схватања о друштвеном положају и основној улози жене, иако је основно образовање било обавезно у доба Краљевине Југославије, то се ипак у пракси није примењивало кад су женска деца била у питању.
Годину дана по завршетку домаћичке школе 1933, где је научила да чита и пише, отишла је из Лесковца у Ниш где је учила плетарски занат и запослила се у Нишкој фабрици коже. Тамо је, као и остале жене била израбљивана и била плаћана знатно мање од мушкараца.
Током рада у фабрици где је радила тежак физички рад за мизерну у скроз нехигијенским и нехуманим условима осетила је те сурове услове рада на својој кожи, што је још више идеолошки приближило Партији комуниста. Убрзо се прикључује Партији и узима активно учешће у разним активностима у њиховој организацији као што су предавања, излети, сакупљање помоћи и демонстрације против режима.
Током боравка у Нишу је упознала Филипа Кљајића за кога се удала 1938. У том граду је више пута била хапшена и кажњавана због револуционарног рада. Члан Комунистичке партије Југославије је постала 1939. У првој половини 1940. постаје и чланица Месног комитета КПЈ у Нишу. Те године је организовала и бојкот против режима поводом Мачековог доласка у Ниш на позив Драгише Цветковића и штрајк обућарских радника. Крајем 1940, након провале полиције у просторије партијске организације, кад је била и ухапшена, али убрзо и пуштена, напустила је Ниш и прешла у Ваљево заједно са својим супругом где постаје чланица Комисије за рад међу женама и играла је важну улогу у раду Комисије која је предлагала мере за активније укључивање жена у политички и друштвени живот. Тамо је радила илегално и остала до окупације Југославије. Када је устанак почео, по директиви Партије прешла је априла 1941. године у Београд где је руководила диверзантским и другим акцијама. У међувремену је и постала заменица секретара КПЈ.
Била је члан Месног комитета КПЈ за Београд и на тој дужности је остала све док је Специјална полиција није ухапсила 23. септембра 1942. на Дедињу. Страховито је мучена, али упркос томе није одала никакве информације, па чак ни сопствено име.  Истрагу против ње је у истражном затвору Специјалне полиције водио Бошко Бећаревић, шеф Четвртог антикомунистичког одсека, који је био један од најсвирепијих агената Специјалне полиције.
Како нису могли да извуку никакве информације од ње, марта 1943. године пребачена је у логор на Бањици који је имао функцију ликвидације бораца против фашизма. Стрељана је у Јајинцима, 25. маја 1943. под илегалним именом Радмила Обрадовић.
Одлуком Председништва Антифашистичког већа народног ослобођења Југославије (АВНОЈ), а на предлог Врховног команданта Југословенске армије маршала Јосипа Броза Тита, проглашена је за народног хероја 6. јула 1945. године и добила орден за ’’осведочена дела на бојном пољу и херојско држање пред непријатељем’’.
По њој је названа фабрика коже у Нишу (од преименовања 1948. до стечаја 2004.), Економска школа у Лесковцу и Расињска улица у Београду од 1946. године, као и нишки одред извиђача.
Биста народног хероја Ђуке Динић постављена је 2. маја 1954. године у парку на Тргу братства, данашњем Универзитетском тргу у Нишу.
Постоји и биста Ђуке Динић у комплексу Тутуновић подрум (или "Кула"), такође у Нишу.

## Галерија
- Гроб на Новом гробљу
- Табла у улици Ђуке Динић, Београд
- Биста у Нишу
- Биста у Нишу
- Орден народног хероја